# Judith Engel
Judith Engel (* 15. November 1969 in Potsdam) ist eine deutsche Schauspielerin, die in Theater und Film mitwirkt sowie als Hörspielsprecherin arbeitet.

## Leben
Judith Engel entstammt einer Schauspielerfamilie. Mit 16 Jahren verließ sie die Schule, da sie aufgrund ihres regimekritischen Bruders in der DDR keine Aussicht auf Abitur und Studium hatte. Sie absolvierte ihre Ausbildung an der Hochschule für Schauspielkunst „Ernst Busch“ Berlin. 1990 hatte sie ein erstes Engagement am Renaissance-Theater in Berlin. 1991 wechselte sie an das Schauspiel Frankfurt. Von 1994 bis 2000 gehörte sie dem Ensemble des Deutschen Schauspielhauses in Hamburg unter der Intendanz von Frank Baumbauer an. 1996 stand sie für Dieter Wedels Der Schattenmann vor der Kamera. Von 2000 bis 2004 war sie am Zürcher Schauspielhaus unter der Intendanz von Christoph Marthaler engagiert. Nach vielen Jahren an der Schaubühne am Lehniner Platz in Berlin ist sie seit 2017 festes Mitglied am Berliner Ensemble.
2001 wurde Judith Engel von dem Fachblatt Theater heute zur Schauspielerin des Jahres gewählt und mit dem Nestroy-Preis ausgezeichnet. Für ihre Interpretation zweier Frauenrollen in dem Stück Bash von Neil LaBute unter der Regie von Peter Zadek an den Hamburger Kammerspielen erhielt sie 2002 auch den Gertrud-Eysoldt-Ring.
Neben ihrer Tätigkeit am Theater übernahm sie Episodenrollen in Kriminalfilmserien wie Doppelter Einsatz, Das Duo, Stubbe, Der Elefant, Bella Block und Adelheid und ihre Mörder und war in verschiedenen Tatort-Folgen zu sehen.

## Filmografie (Auswahl)
- 1991: Der Staatsanwalt hat das Wort (Fernsehserie, Folge Verliebt – verloren)
- 1995: Schwarz greift ein (Fernsehserie, Folge Die Festung)
- 1996: Tatort: Der Phoenix-Deal (Fernsehreihe)
- 1996: Der Schattenmann (Fernsehfünfteiler)
- 1998: Stubbe – Von Fall zu Fall: Stubbe und der Geisterpolizist (Fernsehreihe)
- 1999: Adelheid und ihre Mörder (Fernsehserie, Folge Leiche vom Dienst)
- 2000: Doppelter Einsatz: Lebendig begraben (Fernsehreihe)
- 2003: Milchwald
- 2003: Tatort: Der schwarze Troll
- 2004: Die fremde Frau (Fernsehfilm)
- 2005: Das Duo: Blutiges Geld (Fernsehreihe)
- 2005: Bella Block: Die Frau des Teppichlegers (Fernsehreihe)
- 2005: Der Elefant – Mord verjährt nie (Fernsehserie, Folge Simulanten)
- 2006: Doppelter Einsatz: Seitensprung in den Tod
- 2006: Der freie Wille
- 2007: Jagdhunde
- 2007: Großstadtrevier (Fernsehserie, Folge Von Monstern und Mördern)
- 2008: Das Fremde in mir
- 2008: Tatort: Blinder Glaube
- 2011: SOKO Wismar (Fernsehserie, verschiedene Rollen, 2 Folgen)
- 2009: Schwerkraft
- 2009: Die zwei Leben des Daniel Shore
- 2010: Eichmanns Ende – Liebe, Verrat, Tod (Fernsehfilm)
- 2010: Polizeiruf 110: Die Lücke, die der Teufel lässt (Fernsehreihe)
- 2010: Tatort: Absturz
- 2010: Tatort: Hauch des Todes
- 2011: SOKO Stuttgart (Fernsehserie, Folge Wombats Ende)
- 2011: Tatort: Zwischen den Ohren
- 2012: Der Dicke/Die Kanzlei (Fernsehserie, Folge Auf der Suche)
- 2013: Unsere Mütter, unsere Väter (Fernsehdreiteiler, 2 Teile)
- 2013: Der Kriminalist (Fernsehserie, Folge Dolly 2.0)
- 2014: Tatort: Wahre Liebe
- 2014: Schönefeld Boulevard
- 2015: Blochin – Die Lebenden und die Toten (Fernsehfünfteiler, Teil 1)
- 2015: Simon sagt auf Wiedersehen zu seiner Vorhaut
- 2015: Polizeiruf 110: Wendemanöver
- 2016: Ein Mann unter Verdacht (Fernsehfilm)
- 2016: Polizeiruf 110: Sumpfgebiete
- 2016: Das Märchen vom Schlaraffenland
- 2017: Casting
- 2017: Zorn – Kalter Rauch (Fernsehreihe)
- 2017: SCHULD nach Ferdinand von Schirach (Fernsehserie, Folge Das Cello)
- 2017: Willkommen bei den Honeckers (Fernsehfilm)
- 2017: Der Usedom-Krimi: Nebelwand (Fernsehreihe)
- 2017: Das Verschwinden (Fernsehvierteiler)
- 2018: Das schweigende Klassenzimmer
- 2019: Ostfriesensünde (Fernsehreihe)
- 2019: Die Spezialisten – Im Namen der Opfer (Fernsehserie, Folge Gespenster)
- 2019: Gegen die Angst (Fernsehfilm)
- 2019: Ich brauche euch (Fernsehfilm)
- 2019: Tatort: Falscher Hase
- 2019: Der König von Köln (Fernsehfilm)
- 2019: Im Niemandsland
- 2021: Die Toten von Marnow (Fernseh-Vierteiler)
- 2021: Goldjungs (Fernsehfilm)
- 2021: Die Jägerin – Nach eigenem Gesetz
- 2021: Kroymann (Satiresendung, 1 Folge)
- 2022: McLenBurger – 100% Heimat (Fernsehfilm)
- 2023: Miss Merkel – Mord im Schloss (Fernsehfilm)
- 2023: Harter Brocken – Der Goldrausch (Fernsehreihe)
- 2023: Polizeiruf 110: Nur Gespenster (Fernsehreihe)

## Rollen im Theater
- 1990: Lämmchen in Kleiner Mann – was nun? von Hans Fallada, Regie: Ulrike Jackwerth, Renaissance-Theater Berlin
- 1991: Titelrolle in Johanna von Orleans von Friedrich Schiller, Regie: Anselm Weber, Städtische Bühnen Frankfurt
- 1991: Mariedl in Die Präsidentinnen von Werner Schwab, Regie: Anselm Weber, wie vorher
- 1992: Titelrolle in Antigone von Sophokles, Regie: Anselm Weber, wie vorher
- 1995: Marie in Hochzeit von Elias Canetti, Regie: Christoph Marthaler, Deutsches Schauspielhaus Hamburg
- 1997: Ellen Harper in Arsen und Spitzenhäubchen von Joseph Kesselring, Regie: Christoph Marthaler, wie vorher
- 1998: Titelrolle in Effi Briest von Theodor Fontane, Regie: Kazuko Watanabe, Düsseldorfer Schauspielhaus
- 1999: Olga in Feuergesicht von Marius von Mayenburg, Regie: Thomas Ostermeier, Deutsches Schauspielhaus Hamburg
- 1999: Die Spezialisten von Christoph Marthaler, Regie: der Autor, wie vorher
- 2000: Fortinbras in Hamlet, Regie: Martin Kušej, Salzburger Festspiele / Staatstheater Stuttgart
- 2000: Die Nacht singt ihre Lieder von Jon Fosse, Regie: Falk Richter, Schauspielhaus Zürich
- 2001: Bash von Neil LaBute, Regie: Peter Zadek, Hamburger Kammerspiele/Deutsches Theater Berlin
- 2001: Was ihr wollt von Shakespeare, Regie: Christoph Marthaler, Schauspielhaus Zürich / Salzburger Festspiele
- 2004: Hotel Palestine von Falk Richter, Regie: der Autor, Schaubühne am Lehniner Platz
- 2004: Scarlett in Eins, zwei, drei nach Ferenc Molnár, Regie: J. Grebert und Matthias Matschke, Hebbel-Theater Berlin
- 2004: Lucile in Dantons Tod von Georg Büchner, Regie: Christoph Marthaler, Schauspielhaus Zürich
- 2004: Manuela in Eldorado von Marius von Mayenburg, Regie: Thomas Ostermeier, Schaubühne am Lehniner Platz
- 2005: Frau Dr. Schnoock in Turista von Marius von Mayenburg, Regie: Luk Perceval, wie vorher
- 2005: Die Verstörung von Falk Richter, Regie: der Autor, wie vorher
- 2006: Tritte von Beckett, Regie: Oliver Sturm, Sophiensaele Berlin
- 2008: Witha in Der Stein von Marius von Mayenburg, Regie: Ingo Berk, Schaubühne am Lehniner Platz
- 2009: Gerlinde Bertrand in Die Tauben von David Gieselmann, Regie: Marius von Mayenburg, wie vorher
- 2009: Titelrolle in Iphigenie auf Tauris von Goethe, Regie: Jossi Wieler, wie vorher
- 2010: Judith in Perplex von Marius von Mayenburg, Regie: der Autor, wie vorher
- 2011: Matrjona in Die Macht der Finsternis von Tolstoi, Regie: Michael Thalheimer, wie vorher
- 2012: Inge Südel in Märtyrer von Marius von Mayenburg, Regie: der Autor, wie vorher
- 2012: Galaxy, Regie und Konzept: BLITZ, wie vorher
- 2012: Marja Lwowna in Sommergäste von Maxim Gorki, Regie: Alvis Hermanis, wie vorher
- 2013: Anna in Die gelbe Tapete von Charlotte Perkins Gilman, Regie: Katie Mitchell, wie vorher

## Rollen in Hörspielen (Auswahl)
- 1999: Bei unserer Lebensweise ist es sehr angenehm, lange im Voraus zu einer Party eingeladen zu werden mit Texten von Jane Bowles, Sprachregie: Katharina Franck, Musik und Regie: Ulrike Haage, BR
- 2001: Wex von Doris Gercke, Regie: Alexander Schuhmacher, NDR
- 2003: Erzählerin in The Girl from Ipanema in Dub von Susanne Amatosero, Regie: die Autorin, DLR Berlin/NDR
- 2003: ding fest machen – nach den Aufzeichnungen von Louise Bourgeois von Ulrike Haage, Regie und Komposition: die Autorin, BR
- 2004: Fanny in Exakte Vision. Helen Hessels „Jules und Jim“ von Ulrike Haage, Regie und Komposition: die Autorin, BR
- 2005: Parzivals Weg – Ein Fragment von Tankred Dorst, Regie: Beate Andres (Deutschlandradio Kultur)
- 2008: Erzählerin in Deutscher Schlager von Andreas Otteneder, Regie: Jörg Schlüter, WDR
- 2008: Erzählerin in Polyplay von Marcus Hammerschmitt, Regie: Barbara Meerkötter, WDR
- 2008: Karin in Alter Ford Escort dunkelblau von Dirk Laucke nach seinem gleichnamigen Theaterstück, Regie: Matthias Matschke, MDR
- 2010: Claire in Parker – Das Geld war schmutzig von Richard Stark, Bearbeitung: Helmut Peschina, Regie: Martin Zylka, WDR
- 2010: Tacet (Ruhe 2) (auch: Tacet: Ein Akt der Sprachlosigkeit) von Paul Plamper, Regie: der Autor, WDR/DLF
- 2010: Der Mann schläft von Sibylle Berg, Regie: Leonhard Koppelmann, NDR
- 2011: Sigi in Limassol von Yishai Sarid, Regie: Christoph Kalkowski, WDR
- 2011: Nachbarin in Die Haarschublade von Emmanuelle Pagano, Regie: Beatrice Ackers, SR
- 2011: Das zehnjährige Mädchen in Körpergigant von Stéphanie Marchais, Regie: Jörg Schlüter, WDR
- 2012: Ann in Ein Akt der Gewalt von Ryan David Jahn, Regie: Irene Schuck, DKultur
- 2012: Christine D. in Ganz in meiner Haut von Stéphanie Marchais, Regie: Jörg Schlüter, WDR
- 2012: Autorin in Nahe Ferne von Andrea Marggraf, Regie: die Autorin und Thomas Gerwin, WDR/Deutschlandradio Kultur
- 2012: Vendela Larson in Blutstein von Johan Theorin, Regie: Götz Naleppa, DKultur
- 2012: Kommissarin Engler in Gefallene Schönheit von Florian Goldberg und Heike Tauch, Regie: Heike Tauch, Deutschlandradio Kultur
- 2012: Nina Seibel in Erbe von Albrecht Panknin, Regie und Musik: der Autor, Hessischer Rundfunk (HR)
- 2013: Steinunn in Schwarze Vögel nach dem gleichnamigen Roman von Gunnar Gunnarsson, Regie: Judith Lorentz, Deutschlandradio Kultur
- 2013: Jutta in Der koschere Himmel von Lothar Schöne, Regie: Angeli Backhausen, WDR
- 2013: Maklerin in Der Kauf von Paul Plamper, Regie: der Autor, WDR/BR/DLF/Schauspiel Köln
- 2013: Helena in Der Klang des Todes von Carin Bartosch Edström, Regie: Sven Stricker, Deutschlandradio Kultur
- 2013: Projektmanagerin in EXPATS von Gesine Schmidt, Regie: Heike Tauch, DKultur
- 2013: Katastrophen-Fee in Monster von David Greig, Regie: Irene Schuck, WDR
- 2014: Sie in Mutterseelenallein von Matthias Kapohl, Regie: der Autor, WDR
- 2014: Von den Beinen zu kurz von Katja Brunner, Regie: Erik Altorfer, WDR
- 2014: Hanna Sharabi in Vermisst nach dem gleichnamigen Roman von Dror Mishani, Regie: Andrea Getto, NDR
- 2015: Magdalena in Wir lieben und wissen nichts von Moritz Rinke, Regie: Alice Elstner, Deutschlandradio Kultur
- 2015: Siri in Nicht mit mir nach dem gleichnamigen Roman von Per Petterson, Regie: Steffen Moratz, Deutschlandradio Kultur/HR
- 2015: Maren Pabst im Radio-Tatort: Queenie von Sabine Stein, Regie: Andrea Getto, NDR
- 2016: Mutter in Pimp my brain! von Matthias Lang und Simon Kamphans, Regie: die Autoren, RBB
- 2016: Vom Drehen und Wenden der Blätter von Oswald Egger, Regie: Iris Drögekamp, SWR
- 2020: Prof. Paula Morgenstern in Der zweite Schlaf nach dem gleichnamigen Roman von Robert Harris, Regie: Leonhard Koppelmann, HR/Der Hörverlag

## Auszeichnungen
- 1994: Nachwuchsschauspielerin des Jahres der Zeitschrift Theater heute
- 1997: Boy-Gobert-Preis
- 2001: Schauspielerin des Jahres der Zeitschrift Theater heute
- 2001: Nestroy-Preis
- 2002: Gertrud-Eysoldt-Ring
- 2020: Grimme-Preis für Der König von Köln